# 西查姆帕蘭縣
西查姆帕蘭縣是印度的一個縣，位於該國東北部，由比哈爾邦負責管轄，面積5,229平方公里，識字率為58.06%，2011年人口3,922,780，人口密度每平方公里750人。

## 外部連結
- West Champaran Information Portal